# Sherlyn González
Sherlyn Montserrat González Díaz (Guadalajara, 14 de outubro de 1985), mais conhecida como Sherlyn, é uma atriz e cantora mexicana. É uma famosa figura juvenil e infantil do México. Além de fazer telenovelas, ela também estreou no cinema e fez parte do grupo musical Kids. É mais conhecida no Brasil por interpretar Liliana na novela Amores Verdadeiros.

## Carreira
Começou sua carreira em 1989, realizando campanhas publicitárias. Sua estreia como atriz aconteceu no ano de 1993 participando ao lado de Gloria Trevi no filme Zapatos Viejos. Em 1994, ela faz parte do elenco do programa de comédia Los papás de mis papás e da telenovela Agujetas de color de rosa, junto aos atores Natalia Esperón e Flavio César.
Em filmes, atuou em: Cilantro y perejil protagonizado por Arcelia Ramírez, Demián Bichir e Germán Dehesa em 1996, Profundo Carmesí, Elisa antes del fin del mundo onde foi a protagonista em 1997, La segunda noche junto a Irán Castillo, Mariana Ávila e Francesca Guillén em 1999, Serafín no ano de 2001 e Luces de Bengala, foi dubladora da personagem 'Vanish' a menina vampira do filme animado Sabel.
Como intérprete musical participou ao lado de Dulce María, Fernanda Malo, Daniel Habif e outros, do grupo infantil KIDS entre 1996 e 1998. Adicionalmente, participou no programa Cantando por un sueño 2006.
Como atriz de telenovelas participou de vários projetos, como Mi destino eres tú ao lado de Lucero. Em 2003, teve a primeira oportunidade de protagonizar uma telenovela, Clase 406. Em Corazones al límite de 2004, fez o papel de "Connie" a jovem apaixonada da história. Em outras telenovelas de grande repercussão mundial, ela atuou em La Intrusa de 2001 dando vida a "Maricruz" jovem rica que sofria com as indiferenças e maus tratos da mãe interpretada por Laura Zapata, nesta produção ela atuou com atores como Gabriela Spanic, Sergio Sendel, Dominika Paleta, e José María Torre seu par romântico, em Alborada de 2005, onde interpretou a sofrida "Marina", trabalhou na produção de Salvador Mejía Alejandre a telenovela Fuego en la sangre ao lado de Adela Noriega, Eduardo Yáñez, Jorge Salinas, Pablo Montero e Diana Bracho. No ano de 2008, esteve em Cuidado con el ángel ao lado de Maite Perroni, Willian Levy e Helena Rojo.
No teatro, esteve em setembro de 2006 até março de 2007 protagonizando a obra teatral Vaselina, personificando a "Sandy". Esta obra foi apresentada no Teatro Pedregal da Cidade de México, compartilhou cenário com Aarón Díaz, Alex Ibarra, Daniela Luján, entre outros. Também na obra teatral El avaro de Moliere ao lado do grande ator Rafael Inclán e do ator de comédia Carlos Pascual, famoso por sua obra Grillopera junto a Pedro Kominik. Dentro de sua carreira, ela já ganhou vários prêmios importantes como o "Silver Goddess" como "Melhor revelação" e uma nomeação como "Melhor atriz" pelo filme Elisa antes del fin del mundo.
Na noite de 5 de março de 2009, interrompeu as gravações do final da telenovela Cuidado con el ángel que se realizavam em Cancún, estado de Quintana Roo, ao receber a triste notícia do falecimento de seu irmão maior. No decorrer do ano de 2009, trabalhou na telenovela Camaleones fazendo par com Pee Wee telenovela da qual protagonizaram Belinda e Alfonso Herrera, também participa do grupo musical Camaleones com o mesmo nome da telenovela. Também fez parte do elenco da série Mujeres Asesinas - Segunda temporada.
Em janeiro de 2010, ela esteve nos ensaios da obra teatral Agosto, que estreou em março no México do mesmo ano, onde compartilhou cenas com as primeiras atrizes Blanca Guerra e Lilia Aragón e grande elenco. Sherlyn também participou de Una familia con suerte, que estreou dia 14 de fevereiro de 2011 no México.

## Vida pessoal
Entre 2002 e 2004, esteve em um relacionamento com o ator Aarón Díaz, com quem trabalhou diversas vezes.
Casou-se com o político Gerardo Islas em uma cerimônia civil no fim de 2014, e a cerimônia religiosa foi comemorada um ano depois. Em dezembro de 2015, surgiu na mídia que seu marido era homossexual. Ela deu uma entrevista negando as acusações, no entanto, confirmou que o casal passava por uma crise. Em 2016, o divórcio foi finalizado.
Em 5 de dezembro de 2019, Sherlyn anunciou através de seu Instagram que estava grávida devido uma inseminação artificial. Em 7 de junho de 2020 então nasce André.

## Trabalhos na TV

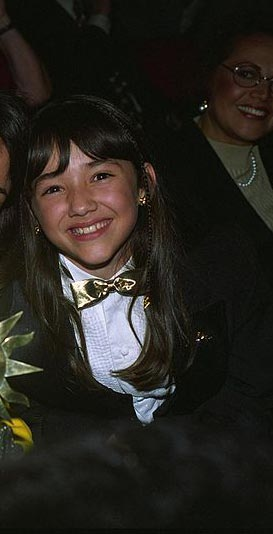
Sherlyn em 1993.

### Telenovelas
- ¿Qué le pasa a mi familia? (2021) - Jade Castillo Jaurello
- Antes muerta que Lichita (2015-2016) - Margarita "Magos" Gutiérrez López
- Amores Verdaderos (2012) - Liliana "Lili" Arriaga Corona / Lucia Celerio Balvanera
- Una familia con suerte (2011) - Ana Isabel López Torres de Irabién
- Camaleones (2009) - Solange "Sol" Ponce de León Campos
- Cuidado con el ángel (2008-2009) - Rocío San Román
- Fuego en la sangre (2008) - Libia Reyes
- Amor sin maquillaje (2007) - Romina
- Alborada (2005-2006) - Marina
- Corazones al límite (2004) - Concepción "Conny" Pérez Ávila
- Clase 406 (2002-2003) - Gabriela "Gaby" Chávez
- La Intrusa (2001) - Maria de la Cruz "Maricruz" Roldan Limantur
- Mujer bonita (2001) - Milagros
- Mi destino eres tú (2000) - Georgina "Gina" San Vicente Fernández
- Amor Gitano (1999) - Rosalinda
- Huracán (1997-1998) - Daniela
- Marisol (1996) - Sofia "Piojito"
- Los papas de mis papas (1994)
- Agujetas de color de rosa (1994) - Clarita

### Séries
- Mujeres Asesinas 2 (2009) (Episódio: "Laura, confudida") - Laura
- Otro rollo (2006)
- Cantando Por Un Sueño (2006)
- Big Brother VIP: México (2004)
- ¡Despierta América! (2004)

### Filmes
- Nikté- Nikté (voz)
- La venganza del valle de las muñecas (2007)
- Quimera * Inesperado amor
- Cilantro y perejil * Profundo carmesí
- Elisa antes del fin del mundo
- La segunda noche
- Serafín
- Luces de Bengala
- Zapatos viejos
- Llamando a Un Angel (2009)
- Castidad (2012)

### Teatro
- Divinas (2019)
- Agosto (2010) - Norma
- Papito querido
- El avaro de Moliere
- Vaselina (2006-2007) - Sandy

### Cantora
Sherlyn foi uma integrante do grupo Kids (Dulce María, Fernanda Malo, Daniel Habif e outros).
Também integrou o grupo Clase 406 da novela homônima, ao lado de Dulce María, Christian Chávez, Alfonso Herrera, Aarón Díaz (seu namorado na época), Francisco Rubio e Grettell Valdéz.
Também fez participação especial na música "L'Via L"Viaquez", da banda The Mars Volta.
Em 2009, fez parte do grupo Camaleones, formado pelos atores da novela homônima.

## Prêmios

### Premios TVyNovelas
| Ano  | Categoria                 | Telenovela        | Resultado |
| ---- | ------------------------- | ----------------- | --------- |
| 2014 | Melhor atriz juvenil      | Amores verdaderos | Venceu    |
| 2006 | Melhor atriz juvenil      | Alborada          | Indicada  |
| 2003 | Melhor revelação femenina | Clase 406         | Indicada  |

### People en Español
| Ano  | Categoria               | Telenovela        | Resultado |
| ---- | ----------------------- | ----------------- | --------- |
| 2013 | Melhor atriz secundaria | Amores verdaderos | Venceu    |

### Premios Califa de Oro
| Ano  | Categoria           | Programa/Telenovela | Resultado |
| ---- | ------------------- | ------------------- | --------- |
| 2006 | Destaque da Atuação | Alborada            | Venceu    |

### Premios INTE
| Ano  | Categoria              | Telenovela | Resultado |
| ---- | ---------------------- | ---------- | --------- |
| 2003 | Talento juvenil do ano | La intrusa | Indicada  |

### Premios Ariel
| Ano  | Categoria    | Filme                         | Resultado |
| ---- | ------------ | ----------------------------- | --------- |
| 1998 | Melhor atriz | Elisa antes del fin del mundo | Indicada  |